# Mark Huck
Mark Mallen Huck (* 2. August 1957 in Evanston, Illinois) ist ein ehemaliger US-amerikanischer Eisschnellläufer.
Huck trat nur bei zwei internationalen Eislaufwettkämpfen an. Ende Januar 1984 in Davos belegte er im Großen Vierkampf den zweiten Platz, nachdem er in den Einzeldisziplinen zweimal Zweiter und je einmal Dritter und Vierter wurde. Mit diesem Ergebnis qualifizierte er sich für die Olympischen Winterspiele im gleichen Jahr in Sarajevo. Dort trat er über 5000 Meter an und belegte den 35. Rang.
Huck schloss sein Studium der Politikwissenschaft an der Princeton University im Jahr 1979 ab und promovierte später an der Yale University.

## Persönliche Bestzeiten
| Strecke  | Zeit         | Datum             | Ort        |
| -------- | ------------ | ----------------- | ---------- |
| 500 m    | 40,50 s      | 21. Januar 1987   | Davos      |
| 1000 m   | 1:23,29 min  | 31. Dezember 1982 | West Allis |
| 1500 m   | 2:02,00 min  | 21. Januar 1984   | Davos      |
| 3000 m   | 4:29,06 min  | 21. Januar 1984   | Davos      |
| 5000 m   | 7:29,40 min  | 7. Januar 1984    | West Allis |
| 10.000 m | 15:43,92 min | 8. Januar 1984    | West Allis |